# 阿波特爾群島

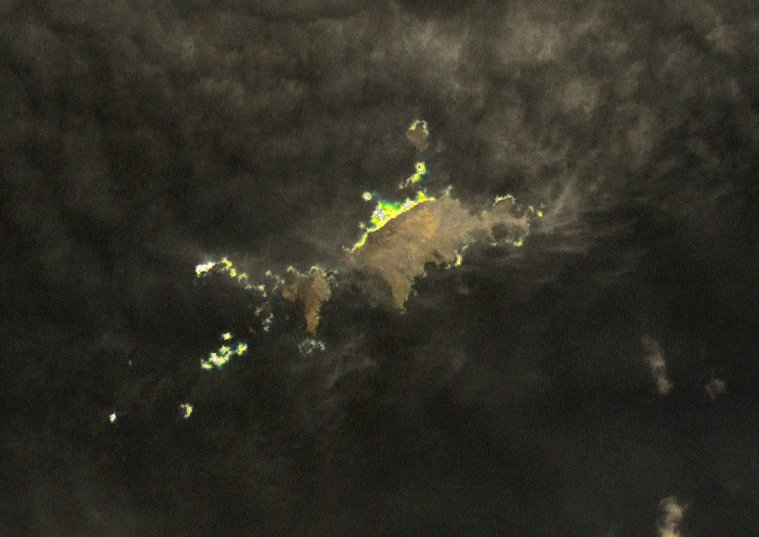

阿波特爾群島（法语：Îlots des Apôtres）是法屬南部領地的群島，位於科雄島以北10公里的印度洋南部，屬於克羅澤群島的一部分，總面積2.01平方公里，最高點海拔高度289米，島上無人居住。

## 外部連結
- Map